# 2012년 하계 올림픽 테니스
2012년 하계 올림픽 테니스 토너먼트는 7월 28일부터 8월 5일까지 윔블던의 올 잉글랜드 클럽에서 열렸다. 이번 대회는 테니스가 올림픽 정식종목으로 재도입된 이후 처음으로 열리는 올림픽 잔디 코트 대회이자, 오픈 시대 최초로 그랜드 슬램 경기장에서 열리는 대회다. 다른 두 명의 2012년 하계 올림픽 유치 최종 후보도 그랜드 슬램 경기장을 제공했다. 2위를 차지한 파리는 프랑스 오픈 경기장인 스타드 롤랑 가로스를 제안했으며, 이 경기장은 나중에 성공적인 2024년 비딩에도 포함되었다. 한편, 4위를 차지한 뉴욕시는 퀸즈의 플러싱 메도스 코로나 파크에 있는 US 오픈 경기장인 USTA 빌리 진 킹 내셔널 테니스 센터를 제공했다.
총 190명의 선수가 남자 단식과 여자 복식 등 5개 종목에 참가했으며, 1924년 이후 처음으로 혼합복식도 공식적으로 포함되었다. 올림픽 테니스 경기는 런던 올림픽 조직위원회(LOCOG)와 국제 테니스 연맹(ITF)이 운영하고 조직했으며, 테니스 전문가 협회(ATP)와 여자 테니스 협회(WTA) 투어의 일부였다. 부작용으로, 챔피언십 기간 동안 올잉글랜드 클럽이 부과한 순백색 선수복을 요구하는 정규 규정이 선수들이 올림픽 국가대표팀 복장을 착용할 수 있도록 면제되었고, 런던 2012 현수막도 전통적인 윔블던 그린과 혼합되었다.
옐레나 데멘티예바와 라파엘 나달은 현 챔피언이었지만 둘 다 자신의 타이틀을 방어하지 못했다. 데멘티예바는 2010년 프로 테니스에서 은퇴했고, 나달은 건염으로 인해 물러났다.